# Tracy Fullerton
Tracy Fullerton (21 de junio de 1965 (59 años)es una diseñadora de videojuegos, escritora y educador de nacionalidad estadounidense. Actualmente es directora de la junta del Programa de Juegos USC (USC Games Program), profesora y presidenta de la División de juegos & Medios Interactivos (Interactive Media & Games Division) del Colegio de Artes Cinematográficas.

## Biografía
Fullerton es la autora de Game Design Workshop, un libro de texto que propone un proceso de diseño centrado en los juegos. 
En diciembre de 2008, obtuvo el título de dirección en el área de Artes electrónicas en USC Entretenimiento Interactivo. Fullerton fue también la asesora en la facultad de los estudiantes con los juegos ganadores Cloud y flOw, además diseñadora de juegos para The Night Journey, un juego/proyecto en producción con media del artista Bill Viola, Y Participation Nation, un juego para enseñar la historia constitucional en colaboración con KCET y Activision. 
Actualmente se encuentra trabajando en Walden, un juego apoyado por El legado nacional para las Artes, este es uno de los primeros proyectos de videojuegos al que se le ha concedido esto, al igual que El legado nacional para las Humanidades.  
Antes de unirse a la facultad de USC, era presidenta y fundadora del desarrollador de juegos interactivo para la televisión, Spiderdance Inc. Los juegos de Spiderdance incluían 
NBC Weakest Link, MTV webRIOT, History Channel History IQ, Sony Game Show Network’s Inquizition y TBS Cyber Bond. Antes de empezar Spiderdance, Fullerton era productora y directora creativa en la firma de diseño de Nueva York R/GA Interactive. 
Durante su estadía ahí, creó juegos y productos interactivos para clientes como Sony, Intel, Microsoft, AdAge, Ticketmaster, Compaq, y Warner Bros. Entre muchos otros.
Sus proyectos incluyen el juego multijugador de Sony Jeopardy! el multijugador Wheel of Fortune y MSN NetWits, un multijugador casual publicado en 1996.
Adicionalmente, Fullerton fue Directora Creativa en el estudio interactivo de Interfilm,  donde escribió y codirigió “cinematic game” Ride for Your Life, que protagonizó Adam West y Matthew Lillard.
Fullerton empezó su carrera como diseñadora en la compañía de Robert Abel, Synapse, donde trabajo con en el documental Columbus: Encounter, Discovery and Beyond entre otros proyectos. 
El trabajo de Fullerton ha recibido numerosos premios de honor en la industria, entre ellos una nominación al Emmy por televisión interactiva, mejor juego de mesa familiar por La Academia de Artes Interactivas & Ciencias, I.D. Magazine Reseña de Diseño Interactivo, Communication Arts Diseño interactivo Anual, numerosos premios New Media Invision, La Revista Time por Lo major de la Web, IndieCade's Festival de Juegos Independientes, The Hollywood Reporter Mujeres en el Poder del Entretenimiento y Fortune's 10 Poderosas Mujeres en los Videojuegos.
Fullerton aparece en el documental de Danny Ledonne’s Playing Columbine.

## Libros
Fullerton, Tracy. Game Design Workshop: A Playcentric Approach to Creating Innovative Games. AK Peters/CRC Press, 2014. ISBN 978-1-482-21716-2

## Proyectos
- Walden, a game
- Life Underground
- On the Safe Side
- Chrono Cards
- California!
- FutureBound Games
- Mission: Admission
- Graduate Strike Force
- Future Bound
- Application Crunch